# Europa-Parlamentsvalget 2014 i Holland
Europa-Parlamentsvalget 2014 i Holland fandt sted den 22. maj 2014. Ved valget skal der vælges 26 medlemmer til Europa-Parlamentet, hvilket er en mere end sidste valg i 2009. I valget, vælger vælgerne medlemmer af registrerede hollandske partier, hvorefter de valgte medlemmer danner politiske grupper i Europa-Parlamentet sammen med medlemmer af partier fra andre medlemsstater med samme politiske tilhørsforhold.

## Partiet
| Parti                                   | EU-parti   | Stemmer | Sæder |
| --------------------------------------- | ---------- | ------- | ----- |
| Christen-Democratisch Appèl             | EEP        | 713.767 | 5     |
| Democraten 66                           | ELDR       | 732.145 | 4     |
| Partij voor de Vrijheid                 | Ingen      | 630.139 | 4     |
| Volkspartij voor Vrijheid en Democratie | ELDR       | 567.903 | 3     |
| Partij van de Arbeid                    | PES        | 444.388 | 3     |
| Socialistische Partij                   | Ingen      | 455.505 | 2     |
| GroenLinks                              | EGP        | 329.906 | 2     |
| ChristenUnie–SGP                        | ECPM/ingen | 310.540 | 2     |
| Partij voor de Dieren                   | ingen      | 199.438 | 1     |
| 50PLUS                                  | ingen      | 174.466 | 0     |
| Piratenpartij                           | ingen      | 40.064  | 0     |
| Artikel 50                              | ingen      | 23.945  | 0     |
| Anti EU(ro) Partij                      | ingen      | 12.210  | 0     |
| De Groenen                              | ingen      | 10.835  | 0     |
| Liberaal Democratische Partij           | ingen      | 6.327   | 0     |